# Liste des architectes des palais de Nice
Pour un article plus général, voir Palais de Nice.
L'article Architectes de Nice fournit une liste d'architectes sans tenir compte de l'appellation de la construction.
Cet article concerne les bâtiments se qualifiant non seulement de Palais mais aussi de Palace, Palazzo, Palazzetto, Palacio ou Palai. il constitue une liste d'architectes ayant construit de tels bâtiments ainsi qualifié  à Nice. Il ne concerne pas les palais du Vieux-Nice.

## Liste des architectes

### A
- R. Argentino : Palais du Dôme : 10-14 avenue de Pessicart
- Kevork Arsenian (1898-1980) :
  - Kevork Arsenian ingénieur-architecte, Giraud ingénieur : Palais Mary : 53 promenade des Anglais
- René Arziari ou Arziary (1909-1993) : 
  - Palais Antoine : 17 rue Leotardi
- Honoré Aubert (1885-1974) :
  - Palais Armida : 8 rue Rossini
  - Palais d'Azurie : 28 boulevard Victor-Hugo
  - Palais de Cimiez : 4 avenue Desambrois
  - Palais de l'Esplanade : 3 place de l'Armée-du-Rhin
  - Palais des États-Unis (?) :  83 quai des États-Unis
  - Palais Ermione : 6 rue Rossini
  - Palais Haydée : 4 rue Rossini
  - Palais Isis : 35 (ex 29) rue Paul-Déroulède
  - Palais Osiris : 37 (ex 31) rue Paul-Déroulède
  - Palais Rosa Bonheur : 4 rue Poincaré, entrée de service 163 rue de France
  - Palais Saluzzo : n°... place Max-Barel
  - Savoy Palace : 3, promenade des Anglais
- L. Audisio : Palais Joffre : 2 avenue Fragonard

### B
- M. Baraness : voir Didier Roman
- L. J. R. Barron et M. Bardi : Palais Minerva : 15 bis rue Rossini
- Charles J. Bellon :
  - Palais Pauline : 2 rue de Lépante
  - Palais Venise : 31 avenue Malausséna
  - Cimella Cottage: 1-3 boulevard de Cimiez
- Albert Béranger : Palais Second Laguzzi : 3 rue Auber
- Ch. Bernard : Palais Valrose : 16 avenue Fragonard
- Sébastien-Marcel Biasini (1841-1913) :
  - Biasini (...) :  Palais Buisine : 38, boulevard de Cimiez
  - Façade du Palais de Marbre : 7, avenue de Fabron
- L. Bivel : Palais Lascaris : 6 ter (ex 8) rue Lascaris (angle rue Bavastro)
- Jean-Baptiste Bonifassi (1867-????) :
  - Palais Jacques Hugues : angle 32 rue Verdi et 12 rue Guiglia
  - Palais Jean Hugues : 31 rue Verdi
  - Palais Victor Debenedetti :  25 boulevard Carabacel (coin rue Hôtel des Postes)

### C
- Olivier-Clément Cacoub (1920-2008) et Maurice Giauffret : Le Palace : 3 rue du Congrès
- Pierre Civalleri (Nice 1880 - Nice 1965) et Maurice Delserre (Contes 1881 - Nice 1936)
  - Palais des Arènes : 4 avenue des Arènes-de-Cimiez
  - Palais Gioffredo : 23 rue Gioffredo
  - Palais Paschetta : 42 rue Verdi, 1910
  - Palais Shakespeare : 24 rue Caffarelli (angle avenue Shakespeare)
- Constantin :
  - Constantin et Cordone : Palais Clemenceau : 34 avenue Georges-Clemenceau
- Cordone : voir Constantin
- Raymond Cotto : Palais Aurore : 111-113 boulevard François-Grosso et 33 boulevard Tzarewitch

### D
- Dadich : Palais de la Paix : 74 boulevard François-Grosso
- Dalmas : Charles Dalmas (1863-1938) et Marcel Dalmas (1892-1950) son fils 
  - Dalmas : Hotel Boscolo Exedra (ancien hôtel Atlantic) : 12, boulevard Victor-Hugo
  - Dalmas : Palais Bouteilly : 18, rue Berlioz
  - Dalmas : les Palais Donadei : 5, boulevard Victor-Hugo
  - Dalmas : Palais Étoile du Nord : 53, boulevard Gambetta
  - Dalmas (Charles) : Grand Palais et Petit Palais, 2, boulevard de Cimiez
  - Dalmas : Palais Marie Lévy : 8, rue Blacas
  - Dalmas (Charles) : premier Palais de la Méditerranée dont seule subsiste la façade classée monument historique : 15, promenade des Anglais
  - Dalmas (attribution) : Palais Médicis : 18, rue Rossini
  - Dalmas : Palais Trianon : 3, rue Depoilly
  - Dalmas (Ch. & M.) : Palais Bel Mare : 1, avenue Alfred-Leroux et 68, boulevard Carnot
  - Guilgot et Marcel Dalmas : Palais Albert Ier 19, rue Saint-François-de-Paule et 4, avenue Max-Gallo
- Maurice Delserre (Contes 1881 - Nice 1936) : voir Civalleri et Delserre
- Adam Dettloff (Oświęcim 1851 - Nice 1914) :
  - Palais Victor-Hugo, vers 1905  au 47 boulevard Victor-Hugo. Style néorenaissance.
- Georges Dikansky (1881-1963) :
  - Dikansky (Georges) : Palais Marie : 27 boulevard Victor-Hugo
  - Dikansky (G.) : La Couronne alias Palais La Couronne : 167 promenade des Anglais et 75 avenue de la Californie
  - Dikansky (G. et M.) : 
    - Palais E. Amoretti : 14 boulevard Dubouchage
    - Palais d'Orient : 83-85 promenade des Anglais
- Louis Dunski (1829-1888) : 
  - Palais B. Aune : angle 12 avenue Georges-Clemenceau et 11, rue d'Angleterre
- Émile Durante : Palais Marceau : 22, rue Marceau

### F
- François Fratacci (né à Bastia) :
  - Fratacci (F.) : Palais de Glace : square Carpeaux, détruit après la 2e guerre mondiale.
  - voir aussi Malgaud et Fratacci

### G
- A. Gastaldi : Palais Saint-Germain : 71 avenue George-V
- Giraud ingénieur : voir K. Arsenian ingénieur-architecte
- Guilgot et Marcel Dalmas : Palais Albert Ier 19 rue Saint-François-de-Paule (angle avenue Max-Gallo)
- R. Guillaume : Palais Nicole : 113 rue de France

### L
- Richard Laugier : Palais Hispania : 38 rue Auber
- Lebègue : Palais du Centre : 6 rue Lamartine
- Le Monnier : voir Milon de Peillon
- René Livieri (1908-1995) :
  - R. Livieri : Palais Bel-Azur : 109, boulevard François-Grosso
  - R. Livieri : Palais Blacas : 10, rue Blacas
  - R. Livieri : Palais Hélios : 107, boulevard François-Grosso
  - René Livieri : Les Mimosas alias Palais Les Mimosas : 53, boulevard Victor-Hugo
  - R. Livieri : Palais Stella : 9, avenue Desambrois. Photo : Entrée nominative avec mention de l'architecte.

### M
- H. Malgaud :
  - Malgaud (H.) : Palais Galléan : 5 rue Galléan
  - Malgaud et Fratacci : Le Palais du Parc Fleuri : 4-10 rue Paul-Bounin
- Paul Martin, ingénieur des Arts et Métiers : Palais de l'Agriculture (1901), 113 promenade des Anglais
- Martin et Palmero : Palais Concordia : 6 rue Verdi
- Messiah : Aaron Messiah (1858-1940) et Gaston Messiah (1885-1962) son fils :
  - Messiah (A.) : Palais Masséna alias villa Masséna : 65 rue de France
  - Messiah (G.) : Palais Alphonse-Karr 2 rue Rossini
- C. Michelin : Palais-Gallieni : 22 avenue Gallieni
- Milon de Peillon et Le Monnier : Palais New-York : 4-6 rue Père-Auguste-Valensin

### O
- P. Ormea : Palais des Orangers : 6 bis avenue des Orangers

### P
- Palmero : voir Martin et Palmero
- V. Passet : Palais Torrini : 1 rue Torrini
- Hon. Pons : Palais Lacourt : 3 rue de Rivoli

### R
- Adrien Rey (1865-1959) :
  - Palais Adrien Rey : 39 rue Lamartine au coin du 22 rue de Paris
  - Palais Meyerbeer : 45 boulevard Victor-Hugo
- Didier Roman :
  - Didier Roman architecte, M. Baraness assistant : Palais Von Der Wies : 4 place Alexandre-Médecin, autres entrées 82 et 84 avenue Alfred-Borriglione

### S
- J. Sioly :
  - Palais Beaulieu : 26 avenue Maréchal-Foch. Photo : Plaque mentionnant l'architecte.
  - Palais Lamartine : 24 rue Lamartine

### T
- Hans-Georg Tersling (1857-1920)
  - Villa Masséna avec Aaron Messiah : 65 rue de France
- Trelle :
  - Emelyne Palace : 16 rue Châteauneuf
  - Pax Palace : 18 rue Châteauneuf et 9 rue Cluvier
  - Star Palace : 14 rue Châteauneuf
  - Sunbeam Palace : 12 rue Châteauneuf
  - Winter Palace : 10 rue Châteauneuf

### V
- Léonard Varthaliti (1881-1966) :
  - Palais L'Escurial : 27-29 rue Alphonse-Karr et 19 boulevard Georges-Clemenceau